# Piotr Mazurek
Piotr Mazurek (ur. 26 października 1993 w Warszawie) – polski polityk, politolog, dziennikarz, publicysta i działacz społeczny, od 2020 do 2023 pełnomocnik rządu ds. polityki młodzieżowej w randze podsekretarza stanu (2020), a następnie sekretarza stanu (2020–2023) w Kancelarii Prezesa Rady Ministrów.

## Życiorys
Ukończył studia licencjackie oraz studia magisterskie z zakresu nauk politycznych w Instytucie Nauk Politycznych Uniwersytetu Warszawskiego. Dwukrotnie był stypendystą Stypendium Rektora Uniwersytetu Warszawskiego dla najlepszych studentów. Promotorem jego pracy magisterskiej był prof. Wojciech Jakubowski. Pracował w sektorze prywatnym m.in. w firmie prowadzącej działalność edukacyjną, a także jako wykładowca i szkoleniowiec. W 2012 był redaktorem naczelnym „Gońca Wolności”. W tym samym roku został publicystą miesięcznika „Na Poważnie”, a od kwietnia 2013 przez kilkanaście lat był stałym współpracownikiem miesięcznika „W Sieci Historii”. W latach 2012–2013 współpracował z Kongresem Mediów Niezależnych. Współpracował też m.in. z tygodnikiem „ABC” oraz portalami wPolityce.pl i blogpress.pl. W marcu 2015 został członkiem Stowarzyszenia Dziennikarzy Polskich.
Od 2010 działał jako wolontariusz w szeregu organizacji pozarządowych i inicjatyw społecznych. Od 2011 do 2015 był wiceprezesem zarządu głównego, a także m.in. prezesem oddziału Warszawa i dyrektorem biura prasowego Stowarzyszenia KoLiber. W 2011 był współzałożycielem Społecznego Komitetu Obchodów Narodowego Dnia Pamięci „Żołnierzy Wyklętych”. Od 2011 do 2013 był koordynatorem projektu w Fundacji Republikańskiej. Współorganizował m.in. wiele edycji Warszawskiego Marszu Rotmistrza Witolda Pileckiego oraz Forum Organizacji Młodzieżowych „Wspólnie dla Przyszłości”. Przez kilka lat koordynował akcję społeczną na rzecz dekomunizacji przestrzeni publicznej „Goń z pomnika bolszewika”, którą oficjalnie wspierali m.in. prof. Jan Żaryn, Przemysław Gintrowski, Barbara Fedyszak-Radziejowska, Bogusław Nizieński czy Zbigniew Romaszewski.
Był współautorem programu „Wizja dla Młodego Pokolenia” przyjętego w maju 2015 przez kandydata w wyborach prezydenckich Andrzeja Dudę jako jego oficjalny program dla młodych Polaków. W 2015 został zatrudniony w Kancelarii Premiera, gdzie pełnił kolejno funkcje: asystenta politycznego, doradcy oraz szefa gabinetu politycznego wicepremiera i ministra kultury i dziedzictwa narodowego Piotra Glińskiego. W lutym 2016 prezydent RP Andrzej Duda powołał go w skład Narodowej Rady Rozwoju, której kadencja trwała do 2020. Przystąpił w jej ramach do sekcji „Edukacja, Młode Pokolenie, Sport” oraz „Kultura, Polityka Historyczna, Tożsamość Narodowa”. W marcu 2017 prezes Instytutu Pamięci Narodowej Jarosław Szarek powołał go w skład Komitetu Ochrony Pamięci Walk i Męczeństwa przy oddziale IPN w Warszawie, a w okresie późniejszym został pracownikiem tej instytucji. Od 2018 do 2024 był członkiem, a od 2021 do 2024 – przewodniczącym rady Narodowego Instytutu Wolności – Centrum Rozwoju Społeczeństwa Obywatelskiego.
W wyborach samorządowych w 2018 został wybrany z listy Prawa i Sprawiedliwości radnym Rady m.st. Warszawy. W Radzie objął funkcję wiceprzewodniczącego Komisji Kultury oraz członka Komisji Edukacji i Komisji Nazewnictwa Miejskiego. W 2019 był współtwórcą projektu ustawy powołującej Radę Dialogu z Młodym Pokoleniem. W październiku 2019 został członkiem tego organu, a następnie wybrano go jego współprzewodniczącym (ze strony rządowo-samorządowej). We wrześniu 2020 wszedł w skład rady Muzeum Żołnierzy Wyklętych i Więźniów Politycznych PRL.
Od września 2020 do marca 2023 sprawował funkcję pełnomocnika rządu ds. polityki młodzieżowej w randze podsekretarza stanu, a od listopada 2020 – sekretarza stanu w Kancelarii Prezesa Rady Ministrów. Pełnił także rolę wiceprzewodniczącego Komitetu Społecznego Rady Ministrów i Komitetu do spraw Pożytku Publicznego. Wchodził też w skład Rady Działalności Pożytku Publicznego. Był inicjatorem i współtwórcą ustawy wzmacniającej rolę młodzieżowych rad przy jednostkach samorządu terytorialnego. Od lutego do listopada 2021 przeprowadził największe w historii Polski konsultacje społeczne, w których wzięło udział ok. 30 tys. osób, a w ich wyniku w formule warsztatowej wypracowywano założenia wieloletniej strategii polityki rządu na rzecz młodego pokolenia. Był inicjatorem przyjęcia przez Radę Ministrów Rządowego Programu Fundusz Młodzieżowy na lata 2022–2033. We współpracy z GovTech Polska, NASK, Google oraz Szkołą Główną Handlową w Warszawie a także Ministerstwem Funduszy i Polityki Regionalnej współorganizował największe w Polsce programy szkoleniowo-stażowe z obszaru kompetencji cyfrowych „Umiejętności Jutra” i „Kariera Jutra”. Był także współtwórcą międzypokoleniowego Solidarnościowego Korpusu Wsparcia Seniorów.
We wrześniu 2022 został powołany w skład Rady Programowej Forum Ekonomicznego. W wyborach samorządowych w 2024, otrzymawszy 5098 głosów, uzyskał reelekcję w Radzie Warszawy.

## Odznaczenia i wyróżnienia
W czerwcu 2021 otrzymał nagrodę „Przyjaciela Młodzieżowej Rady m.st. Warszawy”. We wrześniu tego samego roku został odznaczony Orderem im. ks. Antoniego Sołtysika, przyznawanym przez Katolickie Stowarzyszenie Młodzieży. W maju 2022 otrzymał tytuł Członka Honorowego Stowarzyszenia Studenci dla Rzeczypospolitej, a w czerwcu tego roku Our Future Foundation uhonorowała go nagrodą „Przyjaciela Młodzieży”. W styczniu 2023 został odznaczony przez prezydenta Andrzeja Dudę Medalem Stulecia Odzyskanej Niepodległości.